# Frontal d'altar de Rigatell
El Frontal d'altar de Rigatell és un frontal d'altar que va entrar al Museu Nacional d'Art de Catalunya com una adquisició, el 1950.
Des del març de 2021, pot veure's exposat al Museu de Lleida, en dipòsit.
Procedeix del santuari de la Mare de Déu de Rigatell (Betesa, municipi d'Areny de Noguera, Baixa Ribagorça, Osca).

## Descripció
En línies generals presenta el mateix esquema compositiu que les altres peces d'aquest taller. En aquest cas, l'element més destacat, per les proporcions i pel delicat i detallat grafisme, és el tema de la Mare de Déu de la Llet, característic de moments més avançats, propers al gòtic. Les altres escenes pertanyen al cicle de la infantesa de Crist.